# Christian Petzold (regisseur)
Christian Petzold (1960) is een Duits filmregisseur en scenarioschrijver. Hij is lid van de 21e-eeuwse filmbeweging Berlijnse School .  Hij heeft internationale erkenning gekregen voor het regisseren van films als Jerichow (2008), Barbara (2012) en Phoenix (2014), allemaal in samenwerking met actrice Nina Hoss .   Voor Barbara won Petzold de Zilveren Beer voor Beste Regisseur op het 62e Internationale Filmfestival van Berlijn . 

## Het vroege leven en onderwijs
Geboren in Hilden en opgegroeid in Haan, waar hij in 1979 de middelbare school afrondde, vervulde Petzold zijn vervangende militaire dienstplicht in een kleine bioscoopclub van een plaatselijke YMCA, waar hij films vertoonde aan jongeren met maatschappelijke problemen.  Vanaf 1981 woonde hij in Berlijn, waar hij theater en Duitse studies studeerde aan de Vrije Universiteit van Berlijn . Van 1988-1994 studeerde hij film aan de Duitse Film- en Televisieacademie Berlijn (dffb), waar hij studeerde bij mentoren waaronder "filmmakers, mediakunstenaars en mediatheoretici Harun Farocki en Hartmut Bitomsky, die beiden bekend staan om hun niet-verhalende films, videowerken en filminstallaties in galeries en musea."  Terwijl hij bij dffb was, verscheen Petzold in de korte experimentele film 19 Porträts (1990) van Thomas Arslan, een 16-millimeter zwart-witfilm in de traditie van Andy Warhols Screen Tests . 

## Carrière

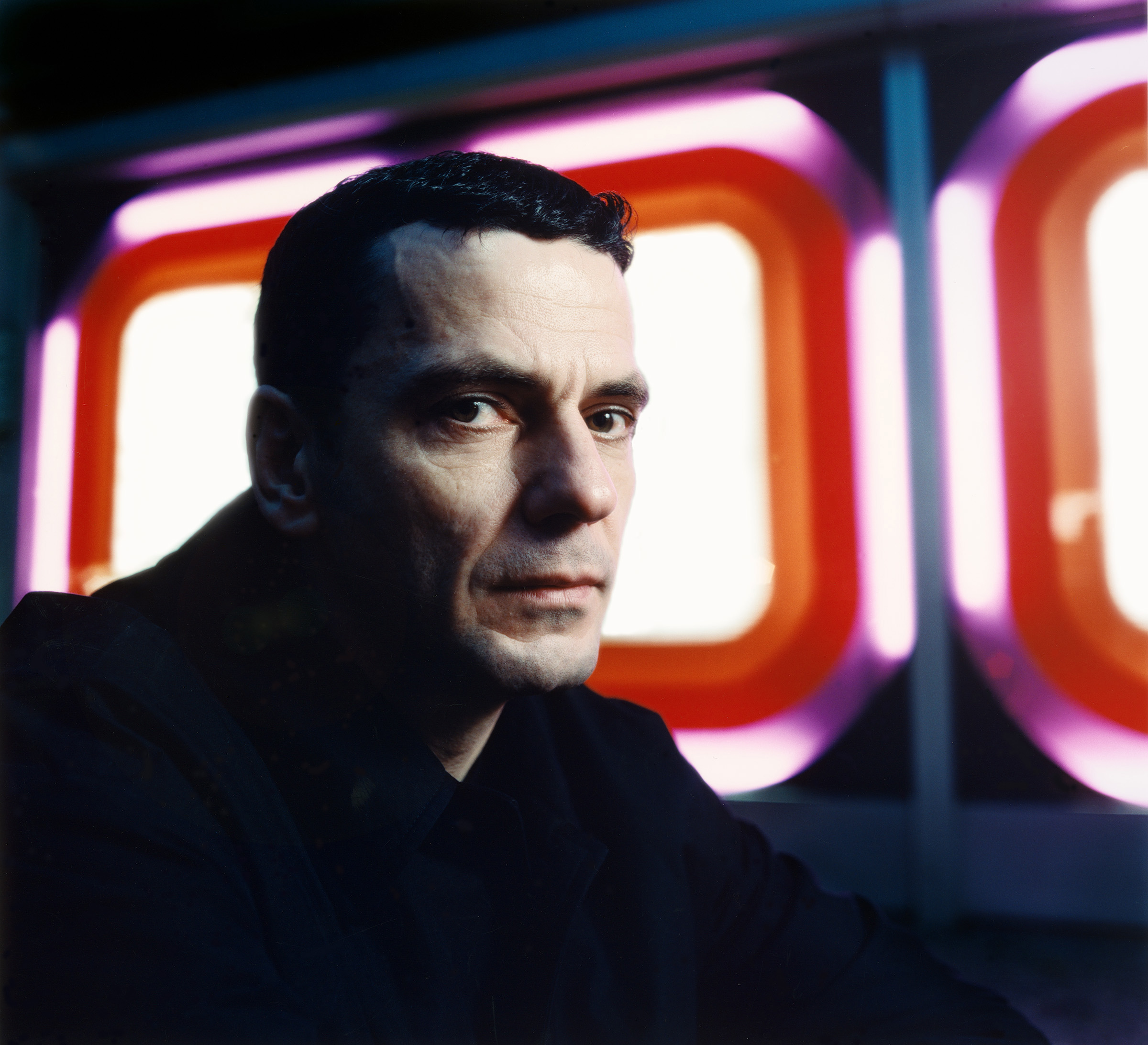
Christian Petzold gefotografeerd door Oliver Mark, Berlijn 2002

Zijn eerste film was Pilotinnen, die hij regisseerde ter gelegenheid van zijn afstuderen aan de filmschool in 1995. Echter The State I Am In (Duits: Die innere Sicherheit) (2000) was zijn eerste speelfilm, waarin ook zijn eerste samenwerking met Harun Farocki werd vermeld. In 2005 werd zijn film Gespenster gepresenteerd op het Internationale Filmfestival van Berlijn, evenals zijn film Yella in 2007. Petzold schrijft zijn eigen scenario's, vaak in samenwerking met Harun Farocki .  Als zijn voormalige leraar bij dffb had Farocki een grote invloed op Petzold, die, samen met Angela Schanelec en Thomas Arslan, algemeen wordt beschouwd als onderdeel van de Berlijnse School . 
Terwijl de Berlijnse School vaak wordt geassocieerd met een nieuwe wending richting realisme en politieke cinema, gaan de films van Petzold, hoewel ze kwesties van werk en werkgelegenheid behandelen, ook over conflicten tussen leven en dood. In Gespenster leidt de hoofdpersoon een spookachtig bestaan.  In Yella is de hoofdpersoon mogelijk al dood aan het begin van de film. Deze drie films werden de "Gespenster-trilogie" genoemd. 
De film Jerichow uit 2008 was zijn vierde samenwerking met Nina Hoss na Something to Remind Me (Duits: Toter Mann), Wolfsburg en Yella . Het drama gaat over een soldaat die, na terugkeer uit Afghanistan naar Prignitz, een relatie krijgt met een getrouwde vrouw. De film werd genomineerd in de hoofdcompetitie van het 65e Internationale Filmfestival van Venetië in 2008. In 2009 ontving Petzold een nominatie voor 'beste regisseur' voor de Deutscher Filmpreis . 
Hoewel hij bekender is als film- en televisieregisseur, heeft Petzold op uitnodiging van Oliver Reese ook Arthur Schnitzlers The Lonely Way (Duits: Der einsame Weg) opgevoerd in het Deutsches Theater . Het drama, met Nina Hoss als hoofdrolspeler, ging in première op 14 maart 2009. 
Petzolds film Barbara deed mee aan het 62e Internationale Filmfestival van Berlijn  en Petzold won de Zilveren Beer voor Beste Regisseur .  De film werd geselecteerd als de Duitse inzending voor de Oscar voor Beste Buitenlandse Taal bij de 85e Academy Awards, maar haalde niet de definitieve shortlist.  De film werd Petzolds grootste kassucces en bracht wereldwijd $ 4.129.250 op. 
Maar liefst zes films van Petzold werden door de Duitse filmcritici bekroond met de Preis der deutschen Filmkritik in de categorie "beste film": Die innere Sicherheit (2001), Gespenster (2005), Yella (2007), Jerichow (2008), Barbara (2012) en Roter Himmel (2023). Laatstgenoemde film kreeg van diezelfde filmcritici ook nog de prijs voor "beste scenario".